# 第60回全国高等学校サッカー選手権大会
第60回全国高等学校サッカー選手権大会（だい60かいぜんこくこうとうがっこうサッカーせんしゅけんたいかい）は、1982年（昭和57年）1月1日から1月9日まで行われた、全国高等学校サッカー選手権大会である。

## 概要
- キャッチフレーズ ありがとう！青春

### 日程
- 開会式　1月1日
- 1回戦　1月2日・3日
- 2回戦　1月4日・5日
- 3回戦　1月6日
- 準々決勝　1月7日
- 準決勝　1月8日
- 決勝　1月9日

### 使用会場
- 国立霞ヶ丘競技場陸上競技場（準決勝・決勝）
- 西が丘サッカー場（1回戦～準々決勝）
- 埼玉県大宮公園サッカー場（1回戦～準々決勝）
- 駒沢オリンピック公園総合運動場陸上競技場（1回戦～3回戦）
- 三ツ沢公園球技場（1回戦～3回戦）
- 大井ふ頭中央海浜公園陸上競技場（1回戦）

## 出場校
北海道・東北
- 北海道代表 札幌光星
- 青森県代表 五戸
- 岩手県代表 盛岡商
- 宮城県代表 仙台向山
- 秋田県代表 秋田商
- 山形県代表 日大山形
- 福島県代表 安積商

関東
- 茨城県代表 古河一
- 栃木県代表 今市
- 群馬県代表 高崎
- 埼玉県代表 武南
- 千葉県代表 八千代
- 東京都A代表 帝京
- 東京都B代表 創価
- 神奈川県代表 旭
- 山梨県代表 韮崎

北信越・東海
- 新潟県代表 新潟工
- 富山県代表 富山一
- 石川県代表 金沢西
- 福井県代表 丸岡
- 長野県代表 豊科
- 岐阜県代表 岐阜工
- 静岡県代表 清水市商
- 愛知県代表 岡崎城西
- 三重県代表 上野工

近畿
- 滋賀県代表 守山
- 京都府代表 京都商
- 大阪府代表 清風
- 兵庫県代表 御影工
- 奈良県代表 天理
- 和歌山県代表 和歌山北

中国
- 鳥取県代表 米子工
- 島根県代表 浜田
- 岡山県代表 作陽
- 広島県代表 広島工
- 山口県代表 小野田工

四国
- 徳島県代表 徳島商
- 香川県代表 高松南
- 愛媛県代表 新田
- 高知県代表 高知

九州
- 福岡県代表 東海大五
- 佐賀県代表 佐賀商
- 長崎県代表 島原商
- 熊本県代表 熊本農
- 大分県代表 鶴崎工
- 宮崎県代表 都城工
- 鹿児島県代表 鹿児島商
- 沖縄県代表 西原

## 試合

### 1回戦
- 武南 4 - 0 新田
- 今市 0 - 3 島原商
- 旭 3 - 1 清風
- 五戸 0 - 2 佐賀商
- 創価 0 - 0(PK5 -3) 鶴崎工
- 都城工 1 - 1(PK4 -5) 札幌光星
- 秋田商 1 - 0 西原
- 安積商 1 - 1(PK3 -5) 御影工

- 小野田工 1 - 0 丸岡
- 熊本農 0 - 1 八千代
- 豊科 1 - 1(PK4 -3) 京都商
- 高知 0 - 1 日大山形
- 帝京 9 - 0 高松南
- 徳島商 1 - 1(PK3 - 4) 仙台向山
- 金沢西 4 - 0 浜田
- 米子工 0 - 2 盛岡商

### 2回戦
- 武南 3 - 1 島原商
- 岐阜工 2 - 3 守山
- 岡崎城西 4 - 0 東海大五
- 旭 1 - 2 佐賀商
- 和歌山北 1 - 0 富山一
- 創価 0 - 1 札幌光星
- 秋田商 2 - 1 御影工
- 広島工 1 - 1(PK4 - 5) 古河一

- 清水市商 1 - 0 天理
- 小野田工 1 - 3 八千代
- 豊科 2 - 0 日大山形
- 新潟工 0 - 1 作陽
- 帝京 8 - 1 仙台向山
- 上野工 0 - 3 高崎
- 金沢西 3 - 2 盛岡商
- 鹿児島商 2 - 3 韮崎

### 3回戦
- 武南 2 - 1 守山
- 岡崎城西 0 - 1 佐賀商
- 和歌山北 4 - 1 札幌光星
- 秋田商 0 - 0(PK2 - 3) 古河一

- 清水市商 1 - 0 八千代
- 豊科 1 - 3 作陽
- 帝京 7 - 1 高崎
- 金沢西 0 - 1 韮崎

### 準々決勝
- 古河一 2 - 0 和歌山北
- 韮崎 2 - 0 帝京

- 武南 3 - 1 佐賀商
- 清水市商 2 - 0 作陽

### 準決勝
- 武南 1 - 0 古河一
- 韮崎 2 - 1 清水市商

### 決勝
- 武南 2 - 0 韮崎

## 得点王
- 谷中治 (帝京) 5得点

## 主な出場選手
- 柴崎薫 (武南)
- 羽中田昌 (韮崎)